# Лечебник Гагика-Хетума
Лече́бник Гаги́ка-Хету́ма (арм. Գագիկ-Հեթումյան բժշկարան) — средневековый армянский лечебник, составленный в X—XIII веках. Один из важнейших трудов в армянской естественнонаучной литературе. Состоит из трёх частей: 1) анонимного лечебника анийской школы, 2) краткой редакции «Утешении при лихорадках», 3) анонимного лечебника киликийской школы. Книга оказала сильнейшее влияние на развитие традиционной армянской медицины, следы её влияния чувствуются у многих последующих врачевателей.

## Структура и редакции

#### «Лечебник Гагика»
Первая часть лечебника, известная как «Лечебник Гагика» (арм. Գագիկի բժշկարան) или же «Лекарственник Гагика» (арм. Գագիկի դեղագիտարան), составлена в конце X—начале XI века, примерно одновременно с «Канонами» Авиценны. Согласно анонимному автору, книга была написана «во времена победоносного царя Гагика», которого современные исследователи отождествляют с Гагиком I Багратуни (989—1020). Наряду с трактатами античных (Диоскорид, Гиппократ, Гален, Аристотель, Асклепиад и другие) врачевателей в книгу были включены труды армянских медиков из Ани. Имена восточных врачей, в том числе и Авиценны, почти не упоминаются (лишь один раз встречается имя Ар-Рази), но среди источников «Лечебника Гагика», несомненно, были и труды исламских врачевателей. Некоторые исследователи считают автором армянского учёного Григора Магистроса, славившегося, помимо прочего, своими знаниями в медицине. Однако приподнятый стиль сочинений последнего сильно отличается от простого, близкого к разговорному среднеармянскому языку «Лечебника Гагика». Ботаническая терминология состоит в основном из армянских слов, в случае же использования греческого термина параллельно приводится армянское название. Арабские термины сравнительно редки. Влияние арабо-персидской терминологии ощущается лишь в нескольких главах, посвящённых лекарственным средствам сложного состава. Считается щедевром анийской медицинской школы.
В основном «Лечебник Гагика» посвящён лекарствоведению и диететике. Содержит интересные сведения об армянской кухне средневековья. Так, например в главе «Относительно всевозможных видов животных и рыб» приводятся сведения о знаменитой армянской форели, а в главе «О всевозможных видах злаков» автор, очевидно имея в виду армянский лаваш, пишет: «Хлеб, испечённый в тонире, вкуснее, чем испечённый в пекарне или каким-либо другим способом.». Древнегреческое учение о четырёх кардинальных влагах приводится в пространной главе «О природе человека», которая содержит обширные выдержки из сочинений Асклепиада. В посвящённой эмбриологии главе «Как формируется ребёнок в утробе матери» приводится ценный отрывок из не дошедшего до нас сочинения древнеримского врача Демократеса. В вопросах фитотерапии наибольшее влияние оказали труды Диоскорида, которыми автор пользуется в главах «О растениях и деревьях и их полезных свойствах», «О всевозможных видах растительных масел», «О всевозможных видах овощей и зелени», «О всевозможных видах пряностей», «О всевозможных видах благовоний», «О всевозможных видах злаков», «О всевозможных видах плодов». В целом состоит из 35 глав.

#### Киликийские редакции

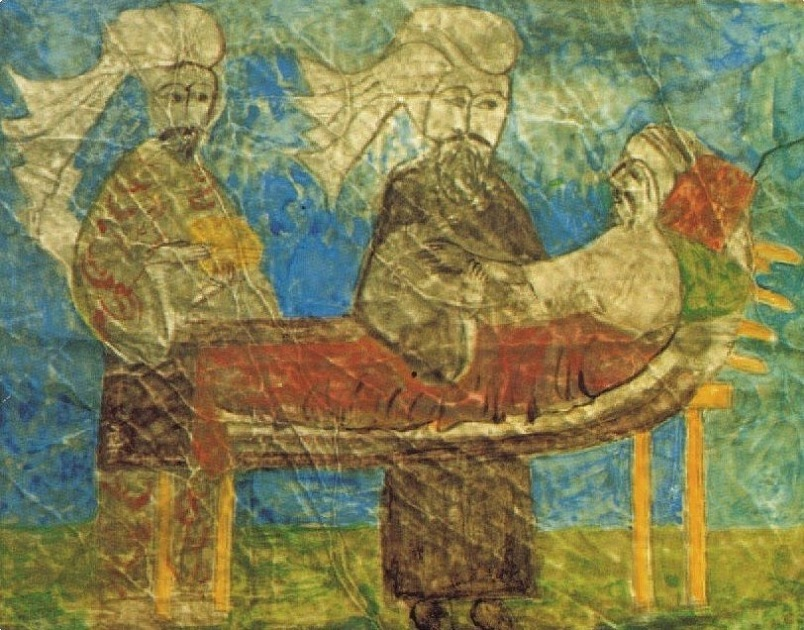
Иллюстрация из «Лечебника Гагика-Хетума»,
рук. № 1281 библиотеки Мхитаристов (Вена)

«Лечебник Гагика» получил широкое распространение в килкийской Армении и подвергся тут новым редакциям и обширным дополнениям. Название «Лечебник Гагика-Хетума» возникло в это время и связано с именами двух основных заказчиков — Хетума Ламбронского и Хетума Корикосского.
В конце XII века одна из рукописей «Лечебника Гагика» попала в руки князя Ламброна Хетума (брат Нерсеса Ламбронаци), который приказал дополнить его краткой редакцией «Утешении при лихорадках» Мхитара Гераци и анонимным медицинским трактатом. Причём Хетум был не только заказчиком, но и принимал активное участие в редактировании. Авторы включили 30 глав из «Утешении при лихорадках», пропустив, таким образом, первые 16 глав об «однодневных лихорадках». По всей видимости редакторы были сведущи в медицине и, понимая что эти «однодневные лихорадки» сильно отличаются от изнурительных болезней, которым присущ контагиозный характер, сочли возможным пропустить их. Третья же часть книги представлял собой анонимный лечебник, основанный на трудах арабо-персидских и киликийских армянских врачей. В ней уже содержатся ссылки не только на античных учёных (Гиппократ, Аристотель, Гален и т. д.), но и известных восточных авторов (Ар-Рази, Ибн Сина и другие). В этой части разбираются вопросы этиопатогенеза, клиники и лечения практически всех известных в то время болезней.
Примерно через столетие, в 1294 году, лечебник прошёл еще одну редакцию, по приказу князя Корикоса Хетума Патмича. Он заказал некоему Варду Мртишеци переписать книгу. Однако во время переписывания Вард, как по собственному усмотрению, так и по указу Хетума Патмича, делал сокращения и изменения в тексте.

#### Структура
1. «Лечебник Гагика». 35 глав
2. Сокращенный вариант «Утешении при лихорадках». 30 глав.
3. Анонимный киликийский лечебник. 91 глав.

«Лечебник Гагика-Хетума» довольно быстро получил признание и был распространён в армянских книжных центрах. По сути, он представляет собой энциклопедию киликийской армянской медицины.

## Рукописи
До недавнего времени считалось, что полноценный текст сохранился только в двух рукописях
- библиотека Мхитаристов, Венеция, рукопись № 1281 (редакция Хетума Корикосского, пергамент)
- библиотека Св. Иакова, Иерусалим, рукопись № 370 (редакция Хетума Ламбронского, бумага)

В 1980-х годах были найдены ещё две рукописи
- Матенадаран, рукопись № 9837
- Парижская национальная библиотека, рукопись № 245

Помимо этих рукописей, целые главы из «Лечебника Гагика-Хетума» цитируются в двух анонимных лечебниках XIV века и в трактате «Лечебник врача Ованеса» (1438 год). Под его несомненныхм влиянием были написаны и «Ахрабадины» Амирдовлата Амасиаци (1459 и 1481 гг.).
Изучением материала «Лечебника Гагика-Хетума» основательно занималась С. Варданян, которая посвятила этому сочинению ряд статей и значительную часть своей докторской диссертации.

## Комментарии
1. ↑  В одной из рукописей написано, что книга была «переведена с арабского на армянский». Такое определение побудило ряд ранних армянских исследователей искать истоки «Лечебника Гагика» в восточной медицине. Были предположения, что он представляет собой извлечения из «Канонов» Авиценны или «Аль-Хави» Ар-Рази. Однако текстологический и источниковедческий анализ опроверг такую вероятность. Средневековые армянские авторы, высоко оценивая достижения восточных медиков, нередко называли свои труды «арабскими переводами», для придания им большей авторитетности.
2. ↑  Г. Овсепян полагал, что речь идет о Гагике Карсском (1029—1065), но его гипотеза не получила признания.
3. ↑  Технология приготовления подобных сложных лекарств была разработана в восточных фармакопеях (так называемых «Ахрабадинах»).
4. ↑  Хетум (1145—1218) стал князем Ламброна в 1170 году, после смерти своего отца Ошина. В 1201 году, из за непокорности царю Левону был лишён родового имения и принял монашества. Он умер только в 1218 году, однако поскольку в рукописях лечебника он именуется севастом, эту редакцию принято датировать не позже 1201 годом.